# Siêu cúp bóng đá châu Á
Siêu cúp bóng đá châu Á (tiếng Anh: Asian Super Cup) là giải bóng đá hàng năm giữa 2 câu lạc bộ đoạt Cúp các câu lạc bộ vô địch bóng đá quốc gia châu Á và Cúp các câu lạc bộ đoạt cúp bóng đá quốc gia châu Á. Giải do Liên đoàn bóng đá châu Á (AFC) tổ chức lần đầu tiên vào năm 1995 và chấm dứt năm 2002 sau khi sáp nhập với 2 cúp trên thành giải AFC Champions League.

## Các trận chung kết
| Năm  | Đội vô địch                     | Tỉ số             | Đội hạng nhì                       | Sân vận động |
| ---- | ------------------------------- | ----------------- | ---------------------------------- | ------------ |
| 1995 | Yokohama Flugels (Nhật Bản)     | 1-1, 3-2          | Thai Farmers Bank F.C. (Thái Lan)  |              |
| 1996 | Ilhwa Chunma F.C. (Hàn Quốc)    | 6-3 (1)           | Bellmare Hiratsuka F.C. (Nhật Bản) |              |
| 1997 | Al Hilal (Ả Rập Xê Út)          | 2-1 (1)           | Pohang Steelers F.C. (Hàn Quốc)    |              |
| 1998 | Al Nassr (Ả Rập Xê Út)          | 1-1 (1)           | Pohang Steelers F.C. (Hàn Quốc)    |              |
| 1999 | Jubilo Iwata F.C. (Nhật Bản)    | 2-2 (1)           | Al Ittihad (Ả Rập Xê Út)           |              |
| 2000 | Al Hilal (Ả Rập Xê Út)          | 3-2 (1)           | Shimizu S-Pulse F.C. (Nhật Bản)    |              |
| 2001 | Suwon Bluewings F.C. (Hàn Quốc) | 4-3 (1)           | Al Shabab (Ả Rập Xê Út)            |              |
| 2002 | Suwon Bluewings F.C. (Hàn Quốc) | 1-1 (1) 4-3 (11m) | Al Hilal (Ả Rập Xê Út)             |              |

- (1) - tổng 2 lượt sân nhà, sân khách

## Thống kê Siêu cúp bóng đá châu Á

### Theo câu lạc bộ
Bảng dưới đây liệt kê các câu lạc bộ theo số lần vô địch và á quân tại Siêu cúp châu Á.
| Câu lạc bộ              | Vô địch | Á quân | Năm vô địch | Năm á quân |
| ----------------------- | ------- | ------ | ----------- | ---------- |
| Al-Hilal                | 2       | 1      | 1997, 2000  | 2002       |
| Suwon Samsung Bluewings | 2       | 0      | 2001, 2002  | -          |
| Yokohama Flügels        | 1       | 0      | 1995        | -          |
| Cheonan Ilhwa Chunma    | 1       | 0      | 1996        | -          |
| Al-Nassr                | 1       | 0      | 1998        | -          |
| Júbilo Iwata            | 1       | 0      | 1999        | -          |
| Pohang Steelers         | 0       | 2      | -           | 1997, 1998 |
| Thai Farmers Bank       | 0       | 1      | -           | 1995       |
| Shonan Bellmare         | 0       | 1      | -           | 1996       |
| Al-Ittihad              | 0       | 1      | -           | 1999       |
| Shimizu S-Pulse         | 0       | 1      | -           | 2000       |
| Al-Shabab               | 0       | 1      | -           | 2001       |

### Theo quốc gia
Bảng dưới đây liệt kê các quốc gia theo số lần vô địch và á quân tại Siêu cúp châu Á.
| No. | Quốc gia    | Vô địch | Á quân |
| --- | ----------- | ------- | ------ |
| 1   | Ả Rập Xê Út | 3       | 3      |
| 2   | Hàn Quốc    | 3       | 2      |
| 3   | Nhật Bản    | 2       | 2      |
| 4   | Thái Lan    | 0       | 1      |

### Theo đại diện
| Đại diện                | Vô địch | Á quân |
| ----------------------- | ------- | ------ |
| Asian Club Championship | 5       | 3      |
| Asian Cup Winners' Cup  | 3       | 5      |

### Theo huấn luyện viên
Bảng dưới đây liệt kê các huấn luyện viên vô địch Siêu cúp châu Á.
| Năm  | Câu aaauujc bộ       | Huấn luyện viên         |
| ---- | -------------------- | ----------------------- |
| 1995 | Yokohama Flügels     | Antonio Carlos da Silva |
| 1996 | Cheonan Ilhwa Chunma | Lee Jang-soo            |
| 1997 | Al-Hilal             | José Oscar Bernardi     |
| 1998 | Al-Nassr             | José Dutra dos Santos   |
| 1999 | Júbilo Iwata         | Takashi Kuwahara        |
| 2000 | Al-Hilal             | Ilie Balaci             |
| 2001 | Suwon Bluewings      | Kim Ho                  |
| 2002 | Suwon Bluewings      | Kim Ho                  |